# Lithogeneinae
Lithogeneinae – monotypowa podrodzina ryb sumokształtnych z rodziny  zbrojnikowatych (Loricariidae), utworzona dla Lithogenes villosus, jedynego wówczas przedstawiciela rodzaju typowego. Lithogenes villosus łączy cechy morfologiczne zbrojników i ryb z rodziny Astroblepidae. Większość zbrojników ma ciało osłonięte płytkami kostnymi, natomiast u Astroblepidae płytki kostne nie występują. L. villosus wyróżnia się niemal nagim ciałem, mając zaledwie kilka małych płytek w tylnej części tułowia. W 2003 opisano drugi, a w 2008 trzeci gatunek zaliczony do tej grupy ryb. Lithogeneinae uważane są najstarszą ewolucyjnie grupę zbrojnikowatych (grupa bazalna).  

## Klasyfikacja
Pozycja Lithogeneinae w obrębie zbrojnikowatych:
| Loricariidae | \| \| pozostałe podrodziny Loricariidae \| \| \| \| \| \| Lithogeneinae \| \| \| \| |
|              | \| \| pozostałe podrodziny Loricariidae \| \| \| \| \| \| Lithogeneinae \| \| \| \| |
|              | pozostałe podrodziny Loricariidae                                                   |
|              |                                                                                     |
|              | Lithogeneinae                                                                       |
|              |                                                                                     |

Lithogeneinae obejmuje 1 rodzaj:
- Lithogenes